# حزب السعادة
حزب السعادة (بالتركية:Saadet Partisi) واختصاراً (SP). تشكل الحزب بعد حل حزب الفضيلة بقرار أصدرته محكمة الدستور التركية في 22 يونيو/حزيران 2002 حيث ظهر حزبان أحدهما حزب العدالة والتنمية بزعامة رجب طيب أردوغان، والثاني حزب السعادة الذي كان يمثل الجناح التقليدي. وقد انتخب أعضاء الحزب مهندس محمد رجائي قوطان زعيما لهم بعد تشكيله في 20 يوليو/تموز 2001. ترأس الحزب بروفسور الدكتور نعمان كورتولموش في 16 أكتوبر عام 2008م في المؤتمر الدوري الثالث وأعيد انتخابه في 11 تموز 2010 في المؤتمر الدوري الرابع. نجح كورتولموش خلال السنوات الأربع الماضية التي تولي فيها زعامة الحزب في رفع شعبيته من 1% إلي 3.5% ثم إلي 5%، لكن الملفت ان أغلبية الأصوات نزعها من الحزب الحاكم.

## وصلات خارجية
- موقع حزب السعادة